# Joseph-Hyacinthe Martini
Joseph Hyacinthe Jacques Martini (Antwerpen, 7 juli 1791 - Elsene, 17 juli 1873) was een Belgisch edelman.

## Levensloop
Martini was een zoon van Joseph-Jacques Martini en van Josèphe du Bois. Hij trouwde in 1822 in Brussel met Anne Meeùs (1803-1877), zus van de bankier Ferdinand Meeus. Hij werd hoger ambtenaar bij het Ministerie van Financiën, hoger officier bij de Brussels Burgerwacht en kamerheer van de hertog van Lucca. In 1824 werd hij onder het Verenigd Koninkrijk der Nederlanden toegelaten tot de erfelijke adel van het koninkrijk. In 1844 kreeg hij de titel graaf, overdraagbaar op alle afstammelingen, vanwege hertog Charles-Louis van Lucca. Deze titel was in het Belgisch koninkrijk niet geldig, maar in 1847 kreeg hij een titel graaf, overdraagbaar bij eerstgeboorte, in de Belgische adel. Het echtpaar had tien kinderen, onder wie:
- Ernest Ferdinand Martini (1825-1907), Pauselijk Zoeaaf.
- Celestin Martini (1827-1867), afdelingshoofd bij het provinciaal bestuur van Luik, trouwde met Emma d'Andrimont (1834-1912).
  - Gustave Martini (1859-1921), doctor in de rechten, consul van Mexico in Brussel, trouwde met Marguerite d'Andrimont (1862-1919). Het echtpaar kreeg vier kinderen, zonder verder mannelijk nageslacht. De laatste naamdraagster was hun dochter Emma (1890-1967), echtgenote van baron Ludovic de Cartier d'Yves.
- Gustave-Ferdinand Martini (1833-1855), jezuïet.